# Nery Velásquez
Nery Felipe Velásquez Lara (* 17. Oktober 1980) ist ein guatemaltekischer Radrennfahrer.
Nery Velásquez gewann im Jahr 2002 die Gesamtwertung der Vuelta de la Juventud Guatemala. Außerdem wurde er Guatemaltekischer Meister im Straßenrennen und gewann zwei Etappen bei der Vuelta a Guatemala. Den nationalen Meistertitel verteidigte Velásquez in den beiden folgenden Jahren.
2004 gewann Velásquez erneut eine Etappe bei der Vuelta a Guatemala. Nachdem er positiv auf Epo getestet wurde, bekam er eine zweijährige Sperre. In der Saison 2007 wurde Velásquez zum vierten Mal guatemaltekischer Straßenmeister und gewann zum vierten Mal eine Etappe bei der Landesrundfahrt.
Bei der Vuelta a Guatemala 2009 gewann Nery Velásquez vier Etappen und die Gesamtwertung. Später stellte sich heraus, dass er erneut positiv getestet wurde, dieses Mal auf das anabole Steroid Boldenon. Der guatemaltekische Verband sperrte ihn daraufhin lebenslang, und der Gesamtsieg bei der Vuelta a Guatemala wurde ihm aberkannt.

## Erfolge
2002
- Guatemaltekischer Meister – Straßenrennen
- zwei Etappen Vuelta a Guatemala

2003
- Guatemaltekischer Meister – Straßenrennen

2004
- Guatemaltekischer Meister – Straßenrennen
- eine Etappe Vuelta a Guatemala

2007
- Guatemaltekischer Meister – Straßenrennen
- eine Etappe Vuelta a Guatemala

2008
- eine Etappe Vuelta a Guatemala